# Blera (geslacht)
Blera is een vliegengeslacht uit de familie van de zweefvliegen (Syrphidae).

## Soorten
- B. analis (Macquart, 1842)
- B. armillata (Osten Sacken, 1875)
- B. badia (Walker, 1849)
- B. banksi (Hull, 1945)
- B. confusa Johnson, 1913
- B. eoa (Stackelberg, 1928)
- B. fallax - roodkapje (Linnaeus, 1758)
- B. flukei (Curran, 1953)
- B. garretti (Curran, 1924)
- B. humeralis (Williston, 1882)
- B. johnsoni (Coquillett, 1894)
- B. metcalfi (Curran, 1925)
- B. nigra (Williston, 1887)
- B. nigripes (Curran, 1925)
- B. nitens (Stackelberg, 1923)
- B. notata (Wiedemann, 1830)
- B. pictipes (Bigot, 1883)
- B. robusta (Curran, 1922)
- B. scitula (Williston, 1882)
- B. umbratilis (Williston, 1887)